# 廣告研究
廣告研究（又稱廣告調查）是專門的市場調查，以提升廣告效能為目的。

## 歷史
廣告研究的主要歷史事件包括：
1879 - 愛爾廣告公司（N. W. Ayer）為獲得農業器械生產商 Nichols-Shepard 的廣告業務，進行客製化研究。
1895 - 明尼蘇達大學的心理學教授哈洛·蓋爾（Harlow Gale）郵寄問卷，向公眾收集關於廣告的意見。
1900年代 - 喬治·沃爾德倫（George B. Waldron）為 Mahin's 廣告公司進行定性研究。
1910年代 - 1911年 可以算是市場調查成為行業的一年。那年，喬治·菲德里克（J. George Frederick）辭去雜誌 Printer's Ink 的編輯職務，開設研究公司 Business Bourse，當時的客戶包括通用電氣和德士古。同年，家樂氏公司的廣告經理，伊斯特曼（R. O. Eastman）創立「全國廣告協會（Association of National Advertisers）」。集團的第一個項目是明信片上的問卷，以了解雜誌的讀者群。是次結果引入「重覆流通（Duplication of circulation）」的概念（即讀者購買雜誌後可能讓其他人有機會閱讀，造成讀者人數高於銷量）。1916年，伊斯特曼開設公司，Eastman Research Bureau，擁有眾多客戶，如柯夢波丹雜誌（Cosmopolitan）、Christian Herald 雜誌和通用電氣。
1920年代 - 1922年 丹尼爾·史塔奇博士（Dr. Daniel Starch）測試讀者對報章和雜誌內的廣告和專欄的認知程度。1923年，喬治·蓋洛普開始量度廣告的閱讀人數。
1930年代 - 1936年，喬治·蓋洛普使用相同方法為美國總統選舉進行民調，以驗證其調查方法。是次民調正確預測結果，令蓋洛普民意調查聲名大噪。
1940年代 - 第二次世界大戰後，美國的市場研究公司數目急增。
1950年代 - 市場研究員致力改良調查方法及措施。研究員希望找出單一指標用以概括廣告的整體表現，「次日廣告回憶（Day-After-Recall, DAR）」指標誕生。
1960年代 - 定性研究焦點小組開始流行。此外，部份廣告商開始要求市場研究公司提供更為透徹的指標，了解廣告播出後的成效，以及龐大的廣告開支是否適當。為回應訴求，Seymour Smith and Associates 公司，利用廣告調查基金會（Advertising Research Foundation）的數據作為起點，發展出 Communicus 系統，是首個全面了解廣告成效的方法，適用於不同媒體。
1970年代 - 電腦成為商務工具，令研究員可以處理大規模數據（Honomichl 175頁）。多項研究指出次日廣告回憶 DAR 指標不能預測銷量。於是衍生「說服力（Persuasion）」指標（亦稱推動力 Motivation），用以預測銷量。研究員亦重新審視「滲透力（Cut-through）」，並區分廣告吸引注意的能力，和品牌連結度（Brand Linkage）。克魯門（Herbert Krugman）透過追蹤受訪者觀看廣告時腦波的變化，以非語言的方式量度廣告。其他實驗包括皮膚電阻感應、聲調分析和眼動追蹤。
1980年代 - 研究員開始視廣告為「一連串具結構的經驗」，而非單一評分的個體。
1990年代 - Ameritest 研究公司創造 Picture Sorts，為廣告的每分每刻提供準確的非語言量度方式。Picture Sorts 的結果以圖表方式，呈現廣告每分每刻獲觀眾注意的程度、正負觀感、和品牌意義。廣告追蹤研究開始專注跨媒體的廣告活動。
2000年代 - 廣告商尋求整合的市場調查系統，令不同國家可獲同一系統的廣告成效指標。

## 類型

### 廣告前測
廣告前測（Pre-testing），亦稱文案測試（Copy Testing），是廣告研究中針對特定廣告進行的調查。在廣告播出前，根據受訪者的反應、反饋和行為，預計廣告的成效。

## 延申閱讀
- Banks, Ivana Bušljeta, Patrick De Pelsmacker, and Shintaro Okazaki, eds. Advances in Advertising Research (Vol. V): Extending the Boundaries of Advertising (Springer, 2014)
- Cheng, Hong, ed. The Handbook of International Advertising Research (2014)
- Honomichl, J. J. Honomichl on Marketing Research, Lincolnwood, IL: NTC Business Books, 1986.
- Kim, Kyongseok, et al. "Trends in Advertising Research: A Longitudinal Analysis of Leading Advertising, Marketing, and Communication Journals, 1980 to 2010." Journal of advertising 43#3 (2014): 296-316.
- Thorson, Esther and Moore, Jeri.  Integrated Communication: Synergy of Persuasive Voices. (Lawrence Erlbaum Associates, Inc., 1996)
- Verlegh, Peeter, Hilde Voorveld, and Martin Eisend, eds. Advances in Advertising Research (Vol. VI): The Digital, the Classic, the Subtle, and the Alternative (Springer, 2015)
- Young, Charles E., The Advertising Research Handbook, Ideas in Flight, Seattle, WA, April 2005, ISBN 0-9765574-0-1

## 外部連結
- Advertising Educational Foundation （页面存档备份，存于）, streamed video of Good-Bye Guesswork: How Research Guides Today's Advertisers